# Kebiishi

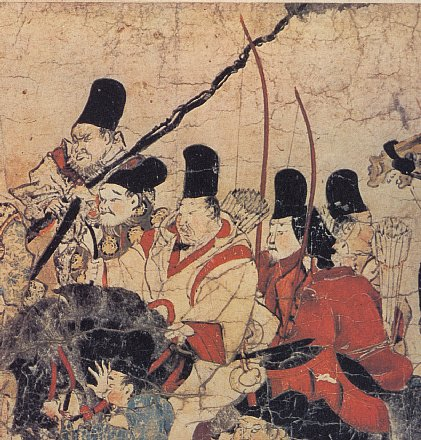
Il Kebiishi raffigurato nel dipinto "La storia del grande ministro Ban"

Il Kebiishi (検非違使?, Kebiishi) fu un corpo di commissari di polizia che costituì l'unica forza militare efficace durante il periodo Heian del Giappone (794-1185). Il Kebiishi fu la spina dorsale dell'amministrazione durante questo periodo e il suo declino verso il 1000 segnò l'inizio della disintegrazione del controllo centrale sulle aree periferiche del paese.
Originariamente creato circa nel 810 per affrontare i disordini risultanti dalle trame cospiratorie dell'ex imperatore Heizei, il Kebiishi dimostrò la sua efficacia e si è sviluppò ulteriormente. Nel 816 il Kebiishi ottenne lo status ufficiale con regolari funzioni di pattuglia, sostituendo infine le guardie del palazzo e l'esercito come unico organo efficace per l'ordine. I suoi funzionari furono presi da posizioni sia civili che militari. Quando il potere del Kebiishi fu esteso alle province, iniziò ad acquisire responsabilità giudiziarie e reclutò uomini con una formazione in giurisprudenza.

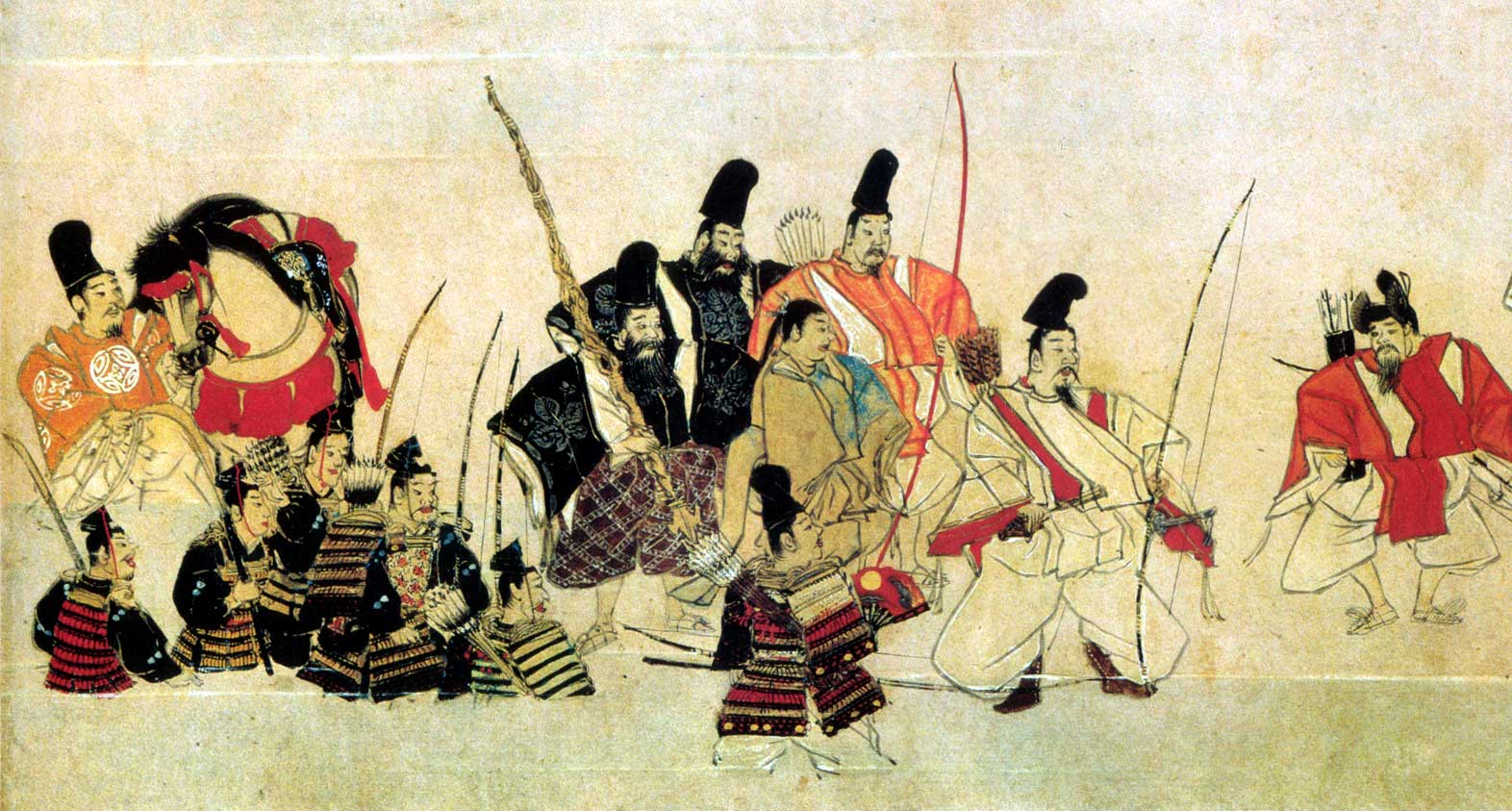
Il Kebiishi custodisce il Chion-in (principale tempio dello Jodo-shu) a Kyoto